# Pita Baleitoga
Pita Baleitoga (30 novembre 1984) è un calciatore figiano, Centrocampista o difensore dell'Hekari United e della Nazionale figiana, della quale è anche il capitano.

## Carriera
Ha iniziato la carriera nel Labasa. In seguito è passato al Ba, nel quale ha militato per tre stagioni.
Nel 2009 si trasferisce nel campionato della Papua Nuova Guinea, all'Hekari United. Nella stagione 2009-2010, vincendo l'OFC Champions League, partecipa a dicembre del 2010 al Mondiale per club svoltosi ad Abu Dhabi.

## Palmarès
- National Soccer League: 4

Hekari United: 2009-2010, 2010-2011, 2011-2012, 2012-2013
- OFC Champions League: 1

Hekari United: 2009-2010